# 松尾祐孝
松尾 祐孝（まつお まさたか、1959年〈昭和34年〉5月1日 - ）は、日本の作曲家、指揮者、音楽プランナー。
洗足学園音楽大学S-MAPS洗足学園プレップスクール校長/教授。東京都生まれ。東京芸術大学卒業、同大学院修士課程修了。

## 略歴
第1回現音作曲新人賞入選、第3回日仏現代音楽作曲コンクール特別賞、1988年ACL（アジア作曲家連盟）青年作曲賞第1位、1989年 Impressions of Hong Kong 管弦楽曲コンクール第1位、平成5年度村松賞、ISCM（国際現代音楽協会）World Music Days 1992 ワルシャワ大会入選、1999年別宮賞受賞など受賞多数。
ACL音楽祭（1988年/香港, 2002年/ソウル）、香港フィル定期演奏会（1991年）、ISCM World Music Daysワルシャワ大会（1992年）、INTERLINK'92、TOKYOSOUNDSPLASH'92、台北国際打撃楽節（1993年）、リスボン・グルベンキアン管弦楽団定期演奏会（1993年）、韓国・大邱現代音楽祭（1996年）、独バーデン州立歌劇場管弦楽団定期演奏会（1997年）、ソウル・パン・ムジーク・フェスティバル（2000/2002年）、ISCM世界音楽の日々2001横浜大会、日本＝チェコ交流2003（東京/プラハ）、等々、世界各地の音楽祭等で作品が演奏されている。また、東京フィル・アジア環太平洋作曲家シリーズ、ISCM世界音楽の日々2001横浜大会（実行委員長）、日本＝チェコ交流2003（実行委員長）、三味線フェスティバル2003in東京等を成功に導くなど、音楽プランナーとしても精力的な活動を展開している。
東京芸術大学、尚美学園大学、現代邦楽研究所各常勤講師。日本現代音楽協会副会長、日本作曲家協議会、日本音楽著作権協会各会員。

## 主な作品

### 管弦楽
- 協奏交響曲「活気ある風景」
- 飛来 IV　独奏ピアノを伴う室内オーケストラの為に
- フォノスフェール 第1番　尺八と管弦楽の為に
- PHONOSPHERE Ⅳ for Guitar and Orchestra

### 室内楽・器楽
- 飛来 II（弦楽四重奏曲第1番）
- クラリネットとピアノの為の「錯乱」
- クラリネットのための2つの小品
- ディストラクション IV　トランペットとピアノの為に
- PHONO 5 for Marimba solo

### 邦楽器を伴う作品
- 美しの都 III　尺八と十七絃のために
- 邦楽合奏のための練習曲「新譜音悦多」
- ディストラクション V　尺八と二十絃のために
- 呼鼓悠遊（小鼓、太鼓、打楽、三絃、十七絃）
- 琵琶悠遊（笛奏者、打楽奏者、琵琶奏者）
- 音・音～Sound・Sound III 笙とコントラバスの為に

### 合唱
- 女声/児童合唱のための「The four seasons」
- こどものうたによる合唱組曲「かわいいマザーグース」
- 合唱オペラ「ニングル」
- 朝のおまじない（NHK全国学校音楽コンクール小学校の部課題曲）
- 人声小交響楽第1番『笙』
- 人声小交響楽第2番『尺八』